# Harat as-Saqaliba
Harat as-Saqaliba ou Harat al-Saqaliba, c'est-à-dire le « Quartier des Esclavons » en arabe (en italien : Quartiere degli Schiavoni) était dans la Sicile arabo-musulmane le nom d'un quartier de Palerme peuplé de Slaves ou Esclavons, appelés Saqalibiya ou Saqāliba par les Arabes. Il était situé près du port, aux environs de l'actuelle Via Cavour,, jusqu'aux actuelles Via Mura di S. Vito, Piazza G. Verdi et Via Spinuzza.
L'origine de la présence slave à Palerme est disputée. Pour certains, les Slaves de Palerme étaient les descendants de mercenaires slaves utilisés par le général byzantin Bélisaire lors de la reprise de la ville sur les Ostrogoths en 535, lors des guerres gothiques. Pour d'autres, ils étaient issus de soldats ou d'esclaves militaires slaves installés en Sicile au début du Xe siècle par les Fatimides qui venaient de s'emparer de l'île après avoir renversé les Aghlabides (909). Pour Michele Amari, qui s'appuie sur les écrits de l'historien arabe Aboul Féda, l'origine du quartier slave de Palerme serait l'installation dans la capitale du futur émirat kalbite de Sicile de pirates slaves (peut-être des Narentins de Dalmatie) recrutés en 928 par les musulmans de Sicile pour piller la Calabre, la Sardaigne et la Corse.
Le Harat as-Saqaliba formait sous les Kalbites l'un des cinq quartiers de Palerme ; les quatre autres étaient Al Qasr, Al-Khalisa, Harat al-Masjid, où se trouvait la Mosquée dite du « Fils du Saqāliba » (Masjid Ibn Siqlab), et Harat-al-Gadidah, le quartier juif dit aussi Harat al-Yahud (« Quartier des Juifs »). Le Harat as-Saqaliba fut brièvement mentionné par le voyageur arabe Ibn Hawqal qui visita la Sicile de 972 à 973. C'était à cette époque le quartier le plus populeux et riche en eaux de la ville.
Les Slaves de Palerme s'assimilèrent peu à peu à la population arabo-musulmane et perdirent leur identité. Dans les documents en latin des XIIe et XIIIe siècles, on ne mentionne plus de quartier slave à Palerme et le nom Harat as-Saqaliba est remplacé par Seralcadi, qui viendrait de l'arabe Shari' al-Qadi signifiant la « Rue du Juge ».